# Luthersborn

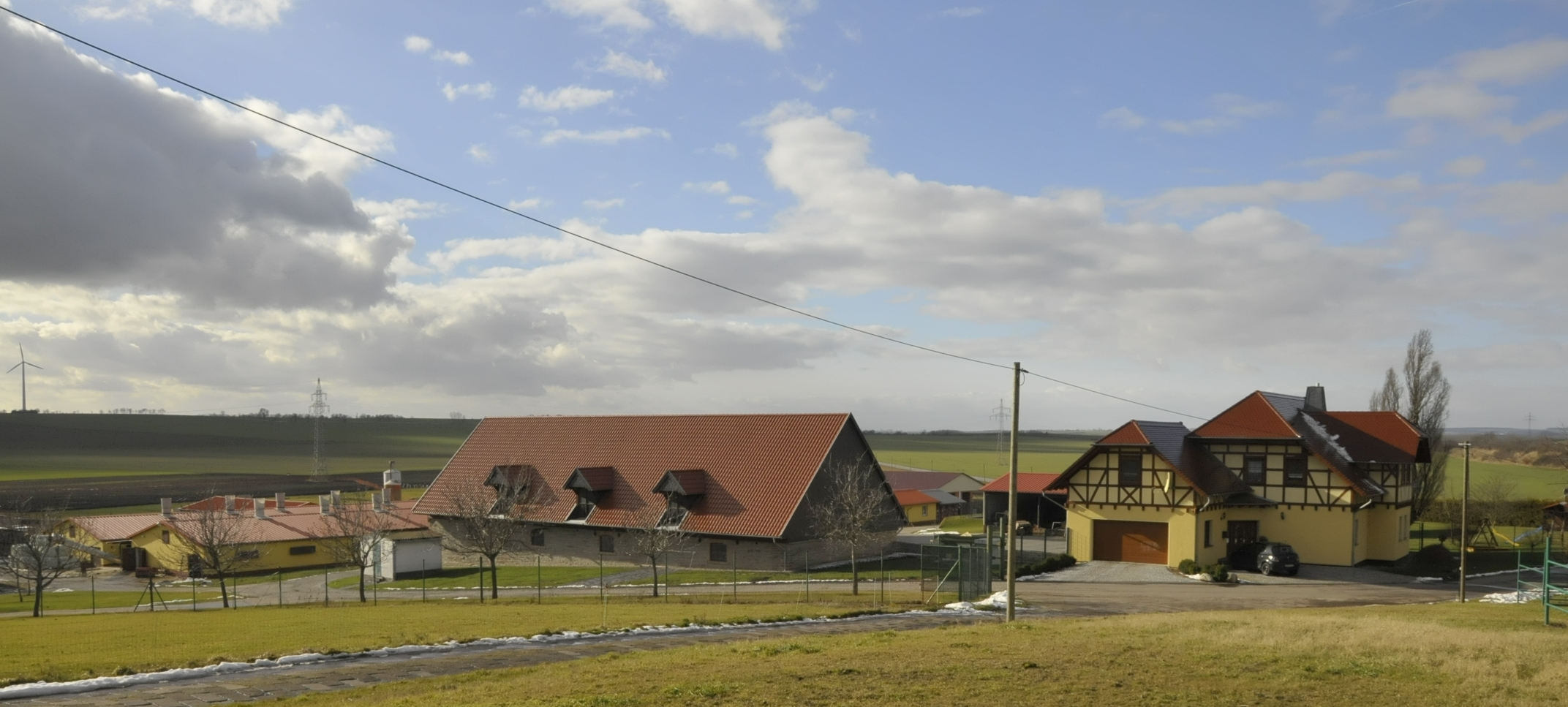
Luthersborn

Luthersborn ist ein alleinstehendes Gehöft in der Gemarkung von Weißensee im Landkreis Sömmerda in Thüringen.

## Lage
Luthersborn ist ein größeres Gehöft an der Bundesstraße 86 mitten in der fruchtbaren Feldmark im Thüringer Becken zwischen Weißensee und Straußfurt. Von Weißensee befindet es sich etwa drei Kilometer entfernt.

## Geschichte
Luthersborn besteht aus einem Gutsgelände. Die Besitzer mussten nach 1945 auch den ostdeutschen Weg der Landwirte gehen. Jetzt betreibt der Inhaber des Gehöfts einen Geflügelhof. Außerdem stehen noch Wohnungen zur Verfügung.

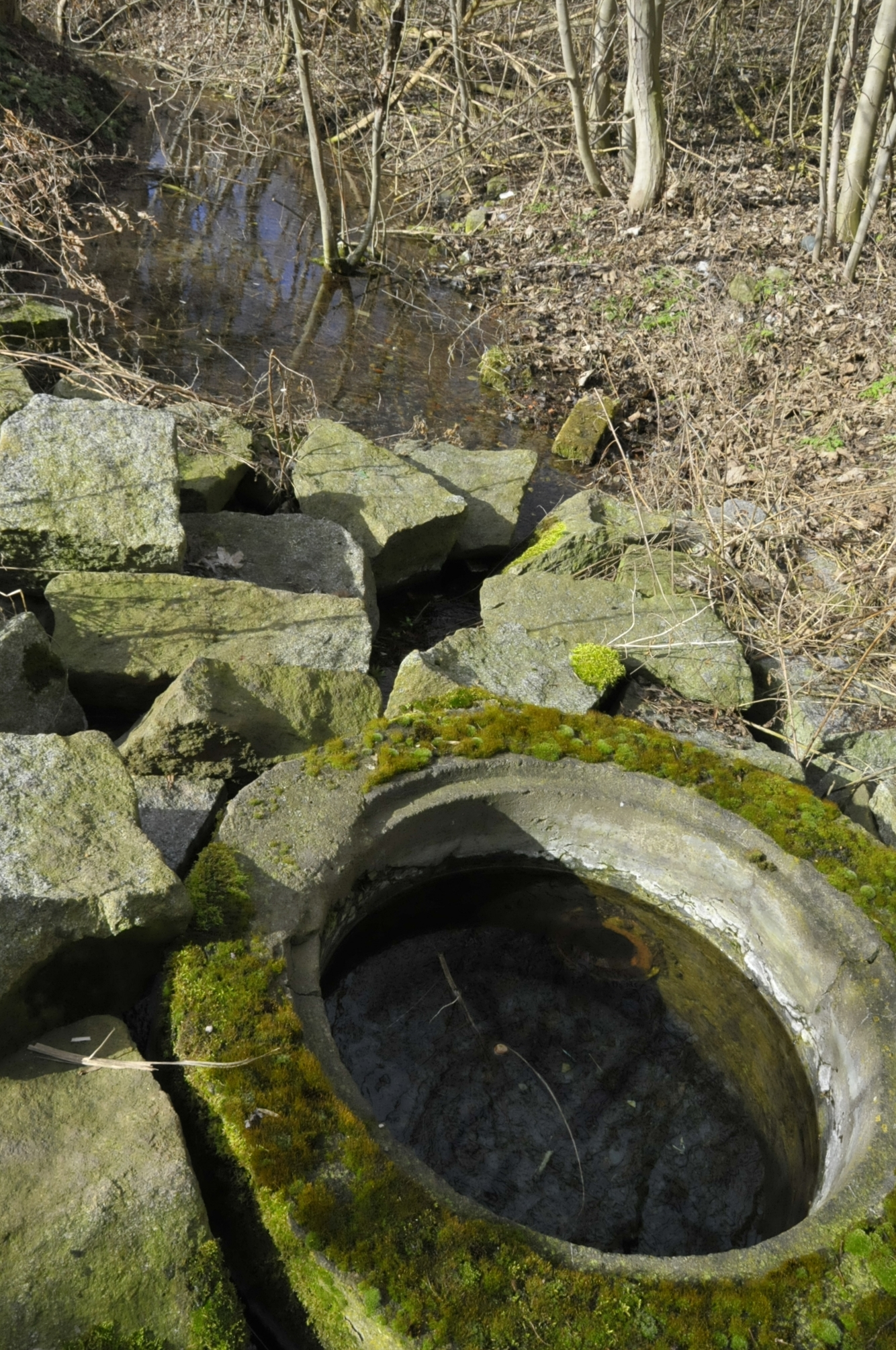
Die Quelle, die dem Gehöft wohl den Namen gegeben hat